# Steganthera hospitans
Steganthera hospitans är en tvåhjärtbladig växtart som först beskrevs av Odoardo Beccari, och fick sitt nu gällande namn av Kanehira & Hatusima. Steganthera hospitans ingår i släktet Steganthera och familjen Monimiaceae. Inga underarter finns listade i Catalogue of Life.